# I'm Sprung
I'm Sprung è il singolo di debutto di T-Pain, estratto dall album Rappa Ternt Sanga. Questo è anche il suo primo successo musicale, che ha debuttato in varie classifiche e ha fatto molto scalpore negli USA.
Nonostante il cambiamento di genere musicale è l'uso dell'Auto-Tune, T-Pain riesce a esordire con questo brano che è diventato uno dei più ascoltati negli Stati Uniti nel periodo tra il 2005 è il 2006.
Inizialmente quando stava lavorando per il suo album nel 2004, aveva previsto una canzone senza Auto-Tune da realizzare ed era proprio il brano I'm Sprung che avrebbe dovuto cantare, senza alcuna modifica vocale, ma il brano è stato posticipato un anno dopo perché l'album sarebbe stato pubblicato tardi in quell'anno e visto che non era appoggiato da nessuna casa discografica, il singolo di successo decise di realizzarlo nel 2006, così poté avere il tempo di essere trovato e notato da qualche etichetta e infatti fu proprio la Konvict Muzik di Akon a promuovergli il brano e a garantirgli il successo del suo album.
Nel 2006, per la promozione del brano T-Pain ha rifatto I'm Sprung senza l'Auto-Tune, quest'ultimo è stato inserito nella compilation della Konvict.

## Critica
Prodotta dallo stesso artista, è stata un successo negli Stati Uniti. Ha esordito nella Billboard Hot 100 alla posizione numero 8, nelle chart R&B alla numero 9 e nella Billboard Pop 100 alla numero 17. Ha riscosso buon successo anche in molti altri paesi.

## Video
In I'm Sprung, T-Pain canta il suo sentimento d'amore per una ragazza, che gli fa far cose che normalmente non ha mai fatto per amore di lei come si può vedere nel video all'inizio. Si dice che poi lui abbia sposato la ragazza alla quale ha dedicato la canzone.

## Remix
Sono stati pubblicati tre remix: la prima è presente nell album col titolo di I'm Sprung Pt. 2 ed è realizzata con Trick Daddy e gli YoungBloodZ; quella ufficiale è realizzata con Stat Quo ed è presente nel mixtape di Stat e Chamillionaire Big Business; una terza è presente nella versione dell'album pubblicata nel Regno Unito ed è con Dizzee Rascal; infine, una quarta remix vede la partecipazione di Pitbull.
Il video include apparizioni di Akon, Rasheeda, Sleepy Brown e Cyco Black dei Crime Mob.